# Huon Salmon-Genesys Wealth Advisers/Saison 2013
Dieser Artikel listet Erfolge und Fahrer des Radsportteams Huon Salmon-Genesys Wealth Advisers in der Saison 2013 auf.

## Erfolge in der UCI Asia Tour
| Datum    | Rennen                     | Kat. | Sieger           |
| -------- | -------------------------- | ---- | ---------------- |
| 19. März | 2. Etappe Tour de Taiwan   | 2.1  | Nathan Earle     |
| 24. Mai  | 4. Etappe Tour of Japan    | 2.1  | Benjamin Dyball  |
| 25. Mai  | 5. Etappe Tour of Japan    | 2.1  | Nathan Earle     |
| 27. Juni | 2. Etappe Jelajah Malaysia | 2.2  | Aaron Donnelly   |
| 29. Juni | 4. Etappe Jelajah Malaysia | 2.2  | Anthony Giacoppo |

## Erfolge in der UCI Europe Tour
| Datum         | Rennen            | Kat. | Sieger             |
| ------------- | ----------------- | ---- | ------------------ |
| 15. September | Chrono Champenois | 1.2  | Campbell Flakemore |

## Erfolge in der UCI Oceania Tour
| Datum          | Rennen                                           | Kat. | Sieger        |
| -------------- | ------------------------------------------------ | ---- | ------------- |
| 11. Januar     | Neuseeländische Meisterschaft – Einzelzeitfahren | CN   | Joseph Cooper |
| 23. Januar     | 1. Etappe New Zealand Cycle Classic (EZF)        | 2.2  | Joseph Cooper |
| 24. Januar     | 2. Etappe New Zealand Cycle Classic              | 2.2  | Nathan Earle  |
| 26. Januar     | 4. Etappe New Zealand Cycle Classic              | 2.2  | Nathan Earle  |
| 23.–27. Januar | Gesamtwertung New Zealand Cycle Classic          | 2.2  | Nathan Earle  |

## Abgänge – Zugänge
| Zugänge         | Team 2012        | Abgänge      | Team 2013 |
| --------------- | ---------------- | ------------ | --------- |
| Aaron Donnelly  | Team Jayco-AIS   | Alex Carver  | Unbekannt |
| Joseph Cooper   | PureBlack Racing | Blake Hose   | Unbekannt |
| Jack Beckinsale | Neoprofi         | Kyle Marwood | Unbekannt |
| Alex Clements   | Neoprofi         | Joel Pearson | Unbekannt |
| Jack Haig       | Neoprofi         |              |           |
| Brenton Jones   | Neoprofi         |              |           |

### Mannschaft
| Name               | Geburtstag        | Nationalität |
| ------------------ | ----------------- | ------------ |
| Jack Beckinsale    | 27. Mai 1993      | Australien   |
| Alex Clements      | 3. November 1993  | Australien   |
| Joseph Cooper      | 27. Dezember 1985 | Neuseeland   |
| Jai Crawford       | 4. August 1983    | Australien   |
| Sam Davis          | 20. August 1991   | Australien   |
| Aaron Donnelly     | 27. Februar 1991  | Australien   |
| Benjamin Dyball    | 20. April 1989    | Australien   |
| Nathan Earle       | 4. Juni 1988      | Australien   |
| Campbell Flakemore | 6. August 1992    | Australien   |
| Anthony Giacoppo   | 13. Mai 1986      | Australien   |
| Jack Haig 1        | 6. September 1993 | Australien   |
| Brenton Jones      | 12. Dezember 1991 | Australien   |
| Jonathan Lovelock  | 23. Oktober 1989  | Australien   |
| Thomas Robinson    | 30. November 1989 | Australien   |
| Patrick Shaw       | 19. Februar 1986  | Australien   |
| Kane Walker        | 26. Dezember 1989 | Australien   |